# Deadfall (película de 2012)
Deadfall (La huida en España, Atrapados en Hispanoamérica) es una película estadounidense de 2012 dirigida por Stefan Ruzowitzky y protagonizada por Eric Bana, Olivia Wilde y Charlie Hunnam.

## Sinopsis
Tras robar en un casino, los hermanos Addison y Liza (Eric Bana y Olivia Wilde) se dan a la fuga, pero sufren un accidente de coche. Deciden entonces separarse para llegar hasta la frontera canadiense, pero los sorprende una terrible tormenta de nieve. Mientras Addison emprende el camino campo a través, sembrando el caos a su paso, a Liza la recoge un exboxeador (Charlie Hunnam) que se dirige a casa para celebrar con sus padres (Sissy Spacek y Kris Kristofferson) la fiesta de Acción de Gracias.

## Reparto
| Actor              | Papel                      |
| ------------------ | -------------------------- |
| Eric Bana          | Addison                    |
| Olivia Wilde       | Liza                       |
| Charlie Hunnam     | Jay                        |
| Kris Kristofferson | Chet Mills                 |
| Sissy Spacek       | June Mills                 |
| Kate Mara          | Hannah                     |
| Treat Williams     | Sheriff Marshall T. Becker |
| John Robinson      | Ronnie                     |
| Jocelyne Zucco     | Doris                      |
| Allison Graham     | Mandy                      |